# Zielonka
Zielonka es una ciudad distante alrededor de 13 kilómetros del centro de Varsovia, la capital de Polonia. Teniendo 17 075 habitantes en 2004.

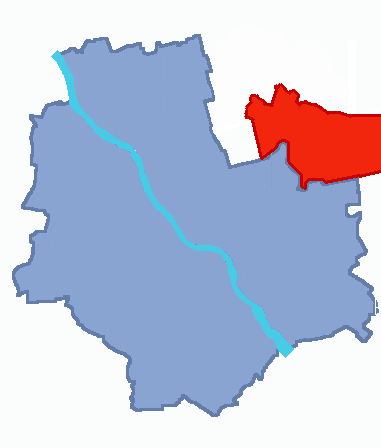
Varsovia y Zielonka.

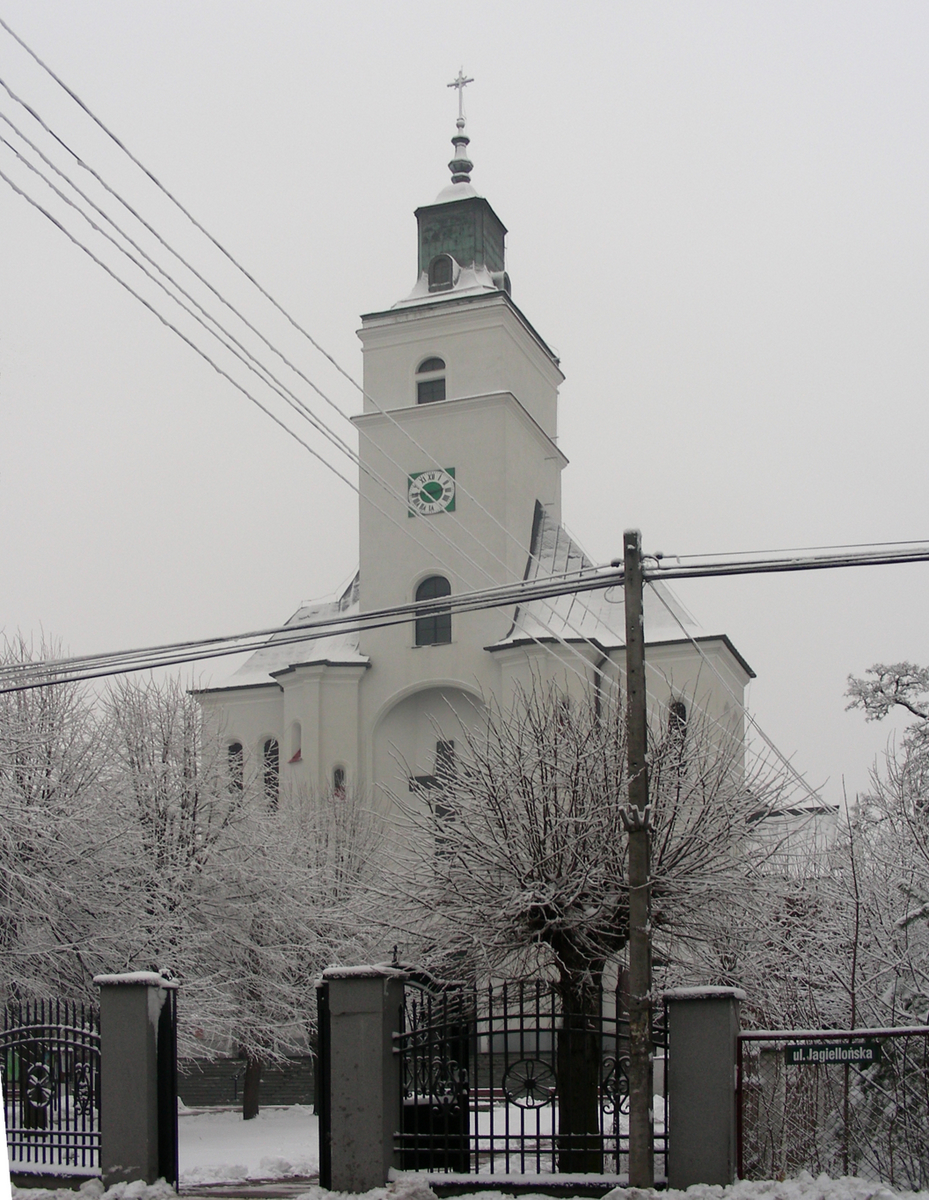
La iglesia en Zielonka.